# Орел Анатолій Костянтинович
Анато́лій Костянти́нович Оре́л (16 лютого 1943, м. Вінниця) — український державний діяч, дипломат. 
Дипломатичний ранг — Надзвичайний і Повноважний Посол. Перший Посол незалежної України в Італії.

## Біографія
1962—1964 служба в армії.
1964—1965 навчання у Військовому інституті іноземних мов.
1966—1969 перекладач Посольства СРСР в Індонезії.
1969—1974 навчання у Військовому інституті іноземних мов.
З 1974 по 1988 — викладач, старший викладач Військового інституту іноземних мов.
З 1988 по 1990 — референт Міжнародного відділу ЦК КПРС.
З 1991 по 1992 — радник посольства СРСР в Італії.
З 03.1992 по 12.1997 — Надзвичайний і Повноважний Посол України в Італійській Республіці, Надзвичайний і Повноважний Посол України на Мальті за сумісництвом.
З 01.1998 по 08.1999 — заступник Міністра закордонних справ України.
З 08.1999 по 01.12.2001 — заступник Глави Адміністрації Президента України — керівник Головного управління з питань зовнішньої політики Адміністрації Президента України, секретар Державної ради.
З 2001 по 2003 — Постійний Представник України в ЮНЕСКО.
З 2003 по 01.07.2004 — заступник Глави Адміністрації Президента України — Керівник Головного управління з питань зовнішньої політики Адміністрації Президента України, секретар Державної ради.
З 07.2004 по 15.02.2005 — Надзвичайний і Повноважний Посол України в Італійській Республіці. Постійний представник України при Продовольчій та сільськогосподарській організації (ФАО) ООН за сумісництвом.
З 12.2004 по 15.02.2005 — Надзвичайний і Повноважний Посол України на Мальті за сумісництвом.
З 12.2004 по 15.02.2005 — Надзвичайний і Повноважний Посол України в Сан-Марино за сумісництвом.
З 2008 — Генеральний директор Центру міжнародних та порівняльних досліджень (президент Леонід Кожара, колишній член Партії Регіонів).

## Нагороди
- Командорський хрест із зіркою ордена святого Григорія Великого (Ватикан, 11 грудня 2001)[2][3]